# ساشا راشیلو (زاده ۱۹۷۲)
ساشا راشیلو (چکی: Saša Rašilov؛ زادهٔ ۲۶ ژوئیهٔ ۱۹۷۲) بازیگر اهل کشور جمهوری چک است. وی از سال ۱۹۸۳ میلادی تاکنون مشغول فعالیت بوده‌است.
از فیلم‌ها یا برنامه‌های تلویزیونی که وی در آن نقش داشته‌است، می‌توان به پیوندهای خانوادگی، ساختمان پزشکان در باغ رز و بیگ بیت اشاره کرد.